# Immurium
Die römische Siedlung und Straßenstation Immurium (auch In Murio) in den Ostalpen ist ein Beispiel für einen Beherbergungs- und Versorgungskomplex an einer römischen Hauptstraße. Hier wurde erstmals eine derartige Anlage im inneren Alpenraum, zwischen zwei Passübergängen gelegen, möglichst weitgehend untersucht.

## Lage
Immurium befindet sich bei Schloss Moosham, Gemeinde Unternberg im Salzburger Lungau. In der Römerzeit gehörte die Siedlung zum Territorium der Stadt Teurnia (bei St. Peter im Holz, unweit von Spittal an der Drau) in der Provinz Noricum. Die nach ihrer zwischen 1964 und 1970 erfolgten Freilegung wegen der ungünstigen klimatischen Bedingungen wieder zugeschütteten Ruinen liegen an einem windgeschützten Südhang in rund 1100 m Seehöhe oberhalb des Murtals. Die elf untersuchten Bauten umfassen die Mansio (Herberge), ein Badegebäude, ein Heiligtum des Sonnengottes Mithras und mehrere Wohnhäuser unterschiedlicher Größe.

## Geschichte
Immurium wurde im Zuge des unter Kaiser Claudius (41–54 n. Chr.) erfolgten Baues der Römerstraße Virunum–Iuvavum, die von Iuvavum (Salzburg) über Cucullae (Kuchl) - Vocarium (Pfarrwerfen) - Ani (Radstadt) - In Alpe (Passhöhe des Radstädter Tauern) - Immurium - Graviacae (Stadl an der Mur) - Tarnasicum (Flattnitzhöhe) und weiter nach Virunum (auf dem Zollfeld nördlich von Klagenfurt) neu angelegt. Im Ortsnamen steckt wie in jenem der Station Ani ein vorrömischer Flussname: Murus (Mur) und Anisus (Enns). Die Namen der einzelnen Stationen sind samt den Entfernungsangaben durch die Tabula Peutingeriana, die neuzeitliche Abschrift einer römischen Straßenkarte, überliefert. Eine keltische Vorgängersiedlung von Immurium ließ sich nicht nachweisen. Seit 201 n. Chr. unter Kaiser Septimius Severus zweigte hier eine neu angelegte, nach Teurnia führende Straße ab, die den Weg über die Alpen erheblich verkürzte. Immurium war nunmehr zu einem wichtigen inneralpinen Verkehrsknotenpunkt geworden. Die Funde belegen einen Bestand der Siedlung vom 1. bis in das späte 4. Jh. n. Chr. Die Invasion durch die Markomannen im späteren 2. Jh. n. Chr., durch die Noricum schwer in Mitleidenschaft gezogen wurde, hat den Lungau nicht erreicht. Hingegen deutet eine Anzahl von Münzen, die man etwa unter Aurelian (270–275 n. Chr.) in der Heizung der Mansio versteckte, auf eine zu dieser Zeit bestehende Bedrohung, vielleicht durch die Alamannen. Eine abschließende Zerstörung ist nicht nachzuweisen, obwohl einige improvisierte Bestattungen im Bereich der Häuser B und F auf Kampfhandlungen schließen lassen. Zur Zeit der Landnahme durch die Slawen um 600 war Immurium schon längst verlassen. Bei der Erbauung der Burg Moosham um 1200 wurden die Ruinen als Steinbruch benutzt und dabei einige Häuser fast bis auf den letzten Stein abgetragen, aber bis heute nicht überbaut.

## Bauten
Das älteste Gebäude in Immurium ist die (mindestens) 32,30 m × 22,85 m messende Mansio aus claudischer Zeit, die ihre Räume und Stallungen um einen zentralen rechteckigen Hof anordnet. Ihr Bautypus findet sich auch an anderen Orten im Römerreich und lebt in den Karawansereien der islamischen Welt fort. In den folgenden Jahrzehnten entfaltete sich eine rege Bautätigkeit. Um 100 n. Chr. stand bereits die Mehrzahl der untersuchten Bauten, auch das Bad mit heiß, lauwarm und kalt temperierten Räumen und zwei Wasserbecken. Lediglich das Mithräum mit seinen beiden gleichlautenden Weihinschriften auf einem reliefierten Marmorbalken wurde wohl erst gleichzeitig mit der Neutrassierung der Straße Immurium - Teurnia um 201 n. Chr. errichtet. Eine spätere Bautätigkeit ist nicht nachzuweisen.
In den einzelnen Häusern deuten Mörtelbruchstücke mit Abdrücken von Holzruten darauf hin, dass die aus Bruchstein bestehenden Fundamente aufgehendes Mauerwerk in der Technik des opus craticium (Fachwerk) trugen. Obergeschosse waren ebenso wenig vorhanden wie Kellerräume. In den größeren Häusern wurden, oft erst nachträglich, einige bevorzugte Räume mit Hypokaustheizungen versehen, während die kleineren Häuser E und G solche trotz der sehr strengen Winter im Lungau nicht besaßen. Zu den geborgenen Fragmenten von ein- und mehrfarbig bemaltem Wandputz kommen Reste einer aufwändigen Deckenmalerei aus Haus F, die zurzeit (2013) untersucht werden. Mehrere Böden waren mit Mosaiken ausgestattet, einige Fenster besaßen Scheiben aus blaugrünem Glas. Nach den reichen Schlackenfunden zu schließen wurde Eisen in großem Umfang verarbeitet, doch gelang es bisher nicht, die Schmelzöfen zu finden. Daneben sind Bronzeguss mit der Produktion von Fibeln sowie Herstellung von Kleidung nachweisbar. Mit letzterer war eine Frau mit dem keltischen Namen Ategenta beschäftigt, der auf einem beschrifteten Bleietikett überliefert ist.
Die Siedlung war größer als ihr ausgegrabener Teil; Windbrüche in den vergangenen Jahren und Planierungsarbeiten haben an mehreren Stellen römerzeitliche Mauerreste freigelegt.
Immurium war der Zentralort des römischen Lungau; seine Rolle haben im Mittelalter die slawische Gründung Tamsweg und die bairischen Siedlungen Mauterndorf und St. Michael übernommen. Weitere römische Hinterlassenschaften im Lungau sind eine schon 1971 zum Teil ausgegrabene Villa in Steindorf bei Mauterndorf, deren Ausdehnung viel größer war als bisher angenommen, wie sich durch geophysikalische Untersuchungen 2007 herausgestellt hat. Hier und in Litzldorf bei St. Michael fanden sich Bauteile aus Marmor, die von großen Grabbauten stammen.
Die wichtigsten Funde aus den Ausgrabungen sind im Museum Tamsweg ausgestellt.